# 恋の病い
『恋の病い』（こいのやまい・原題：Maladie d'amour）は、1987年のフランス映画である。

## 概要
フランス、ボルドーを舞台に、偶然出逢った若い男女と病院の権威との三角関係を描いたメロドラマ風ラブ・ストーリー。
ジャン＝ユーグ・アングラード、ミシェル・ピコリ、ヒロイン役はナスターシャ・キンスキーを迎えて撮った映画であり、アングラードはここでは医者を演じている。なお、キンスキーは熱演を披露し、翌年のセザール賞の主演女優賞にノミネートされた。
原案はアンジェイ・ズラウスキーとなっているのは、当初彼が監督予定だったが、主演予定にしていたイザベル・アジャーニが降板したことで、監督も降りたため名が残ったことによる。
2時間2分と長尺だったため、日本では若干のカットをしての上映となった（117分）。

## ストーリー
若きインターンのクレマンは列車の中でジュリエットと出会う。この時はまだ自分たちの運命に気づいてないが、やがて2人は2度目の出会いから急接近していくが、実はジュリエットはクレマンの上司であり癌治療の権威のベルジュロンの愛人であった。だが、そんな2人が恋に落ちるのも時間が掛からなかった･･･。

## スタッフ
- 監督：ジャック・ドレー
- 脚本：ダニエル・トンプソン
- 原案：アンジェイ・ズラウスキー
- 撮影：ジャン＝フランソワ・ロバン
- 音楽：ロマーノ・ムスマッラ

## キャスト
- ナスターシャ・キンスキー：ジュリエット
- ジャン＝ユーグ・アングラード：クレマン
- ミシェル・ピコリ：ベルジュロン
- ジャン＝クロード・ブリアリ：フレデリック
- スアド・アミドゥ：ファリダ
- ジャン＝ジャック・ルシヨン：ジャック